# Lueheia adlueheia
Lueheia adlueheia är en hakmaskart som först beskrevs av Werby 1938.  Lueheia adlueheia ingår i släktet Lueheia och familjen Plagiorhynchidae. Inga underarter finns listade i Catalogue of Life.